# ELISABETH (productiehuis)
ELISABETH was een Vlaams productiehuis uit Antwerpen van Stany Crets en Peter Van den Begin, onder meer verantwoordelijk voor de kwaliteitsreeks Oud België en voor programma's rond de typetjes Debby & Nancy. Daarnaast was het bedrijf ook actief in het theater.
Het productiehuis werd opgericht in 2002 door Stany Crets, Peter Van den Begin, Willem Wallyn en Gina Sneyers.  Die twee laatsten vertrokken respectievelijk in 2005 en 2008.  In 2008 nam Alfacam van ondernemer Gabriel Fehervari een participatie van 50% in het bedrijf.  Die samenwerking zou echter niet blijven duren. In 2014 besloten Crets en Van Den Begin om de activiteiten van ELISABETH te staken omdat hun interesses uiteen begonnen te lopen.

## Programma's
- Paparazzo (VT4, 2002) - talkshow met David Steegen
- Sketch à gogo (VTM, 2004)
- Als 't maar beweegt (VRT, 2005)
- Debby & Nancy's happy hour (VRT, 2007-2008)
- Fans (VRT, 2008)
- Oud België (VRT, 2010) - fictiereeks
- Kiekens (VRT, 2011) - comedyreeks
- Debby & Nancy's Warme Wintershow (VTM, 2012)

## Theater
- True West
- Helden (regie van Stany Crets en Peter Van den Begin)